# Polská hora
Polská hora (polsky Rudawiec, dříve nazývaná Červené Bahno, německy Rothe Sümpfe) je s výškou 1107 m n. m. třetí nejvyšší a také druhá nejprominentnější hora Rychlebských hor. Nachází se necelých 10 km severně od Starého Města, na česko-polských hranicích. Jedná se o nejsevernější bod Moravy. Patří mezi vrcholy Koruny hor Polska.
Vrchol je zalesněný smrkem a bez výhledu, ale ze západního úbočí se otvírají pěkné výhledy na hřeben Králického Sněžníku.

## Přístup
Na Polskou horu nevede žádná česká turistická značka, ale vede sem polská  značka od Králického Sněžníku a Kladského sedla, ze kterého je to na vrchol asi 6,5 km. Druhou možností je hraniční pěšina, na kterou se lze napojit asi 600 m SSV od rozcestí Palaš (to leží nedaleko chaty Paprsek), a dále asi 4 km po zmíněné pěšině.